# John Westbergh
John Westbergh   (Örnsköldsvik i Bredbyn, 6 d'agost de 1915 - Örnsköldsvik i Bredbyn, 12 de novembre de 2002) va ser un esquiador de fons i de combinada nòrdica suec que va competir durant la dècada de 1930. En el seu palmarès destaquen dues medalles de plata al Campionat del Món d'esquí nòrdic, en combinada nòrdica el 1938 i en els 4x10 km d'esquí de fons el 1939. El 1938 va guanyar la cursa dels 18 quilòmetres al festival d'esquí d'Holmenkollen.